# Карлфрид Дюркхайм
Карл Фридрих Алфред Хайнрих Фердинанд Мария граф Екбрехт фон Дюркхайм-Монмартин (на немски: Karl Friedrich Alfred Heinrich Ferdinand Maria Graf Eckbrecht von Dürckheim-Montmartin) е германски дипломат, психотерапевт и дзен учител.

## Живот и работа
Дюркхайм е роден в Мюнхен. Потомък е на стар баварски аристократ, чиято родители имат богатство, което изгубват по време на лоши икономически времена.
Дюркхайм е професор в Кил за няколко години. Тогава открива, че има еврейска баба. След това става пратеник на външното министерство на нацистка Германия. Преди Втората световна война, през 1938 г. е изпратен в Япония, където остава осем години.
След войната Токио е окупиран от американците и Дюркхайм е вкаран в затвора за година половина в Сугамо. „Това време на плен беше скъпоценно за мен, защото можех да упражнявам дзадзен и да остана неподвижен с часове“ Граф Дюркхайм е идентифициран от Албърт Стънкард в Дзен учения, Дзен практика (Zen Teaching, Zen Practice, Weatherhill 2000), редактирана от Кенет Крафт, като човека, който кара Стънкард да посети Дайсец Сузуки в Кита Камакура, недалече от затвора Сугамо. Тази визита отключва верижна реакция от посетители на жилището на Сузуки, единия от които е Филип Капло, автор на Трите стълба на дзен и основател на дзен центъра в Рочестър. По този начин Дюркхайм е отговорен за включването на дзен в американския живот.

## Книги
На български език
- Дзен и ние – живата истина без слова и пътят на западния човек, изд. Гуторанов и син, София 1998, превод от немски: Жана Ценова, ISBN 954-507-110-9

На английски език
- Hara: The Vital Center of Man, Inner Traditions, 2004. English. 4th Ed. 216 pp. ISBN 1-59477-024-7
- Zen and Us. Arkana Publishing, 1991. English. 144 pp. ASIN: B00072HEP0
- The Call for the Master. Penguin Books, 1993. 176 pp. ISBN 0-14-019345-6
- Absolute Living: The Otherworldly in the World and the Path to Maturity. Arkana, 1992. 224 pp. ISBN 0-14-019452-5
- The Way of Transformation: Daily Life as Spiritual Exercise (London: Allen & Unwin, 1988)
- The Japanese cult of tranquility. Rider, 1960. English. 106 pp. ASIN: B0006AXFRE.